# Ulrich Klaus
Ulrich Klaus (* 25. März 1950 in Aalen) ist ein deutscher Pädagoge, Sportfunktionär und ehemaliger Präsident des Deutschen Tennis Bundes.

## Leben
Klaus war bis zu seiner Pensionierung 2013 als Lehrer und zuletzt stellvertretender Schulleiter am Koblenzer Gymnasium auf der Karthause tätig. Unter seiner Federführung entstand dort Ende der 1990er Jahre ein Tennisleistungszentrum, und das Gymnasium wird seitdem als Eliteschule des Sports besonders gefördert.
Seit 2003 stand Klaus an der Spitze des rheinland-pfälzischen Tennisverbandes. Im November 2014 wurde er zum Präsidenten des Deutschen Tennis Bundes gewählt und übte dieses Amt bis Anfang 2021 aus. Für seine Verdienste erhielt er 2020 das Bundesverdienstkreuz am Bande.
Klaus ist verheiratet und hat zwei erwachsene Kinder. Er lebt in Waldesch.